# Município de Damascus (condado de Henry, Ohio)
Localização do Ohio nos E.U.A.
O município de Damascus (em inglês: Damascus Township) é um município localizado no condado de Henry no estado estadounidense de Ohio. No ano 2010 tinha uma população de 1801 habitantes e uma densidade populacional de 22,6 pessoas por km².

## Geografia
O município de Damascus encontra-se localizado nas coordenadas 41° 22′ 57″ N, 83° 56′ 16″ O. Segundo a Departamento do Censo dos Estados Unidos, o município tem uma superfície total de 79.7 km², da qual 77,89 km² correspondem a terra firme e (2,27 %) 1,81 km² é água.

## Demografia
Segundo o censo de 2010, tinha 1801 pessoas residindo no município de Damascus. A densidade de população era de 22,6 hab./km².